# One57
Il One57, precedentemente noto come Carnegie 57 e soprannominato "The Billionaire Building" ("Il Palazzo Miliardario"), è un grattacielo supertall di 73 piani (calcolato ai fini commerciali come di 90 piani) al 157 della 57ª Ovest tra la 6a e la 7ª Avenues nel quartiere Midtown di Manhattan a New York City. Al completamento nel 2014, raggiunse i 306 m di altezza, diventando il più alto edificio residenziale della città per un paio di mesi fino al completamento del 432 Park Avenue. L'edificio ha 92 unità condominiali sopra ad un nuovo Park Hyatt Hotel con 210 camere, che è destinato a diventare il fiore all'occhiello di Hyatt. In precedenza, il fiore all'occhiello era il Chicago Park Hyatt.
Lo sviluppatore dell'edificio è Extell Development Company, il costruttore è la Lend Lease Project Management & Construction e l'architetto è Christian de Portzamparc. Dal Gennaio 2015, è sede della residenza più costosa mai venduta a New York City.

## Pianificazione e costruzione

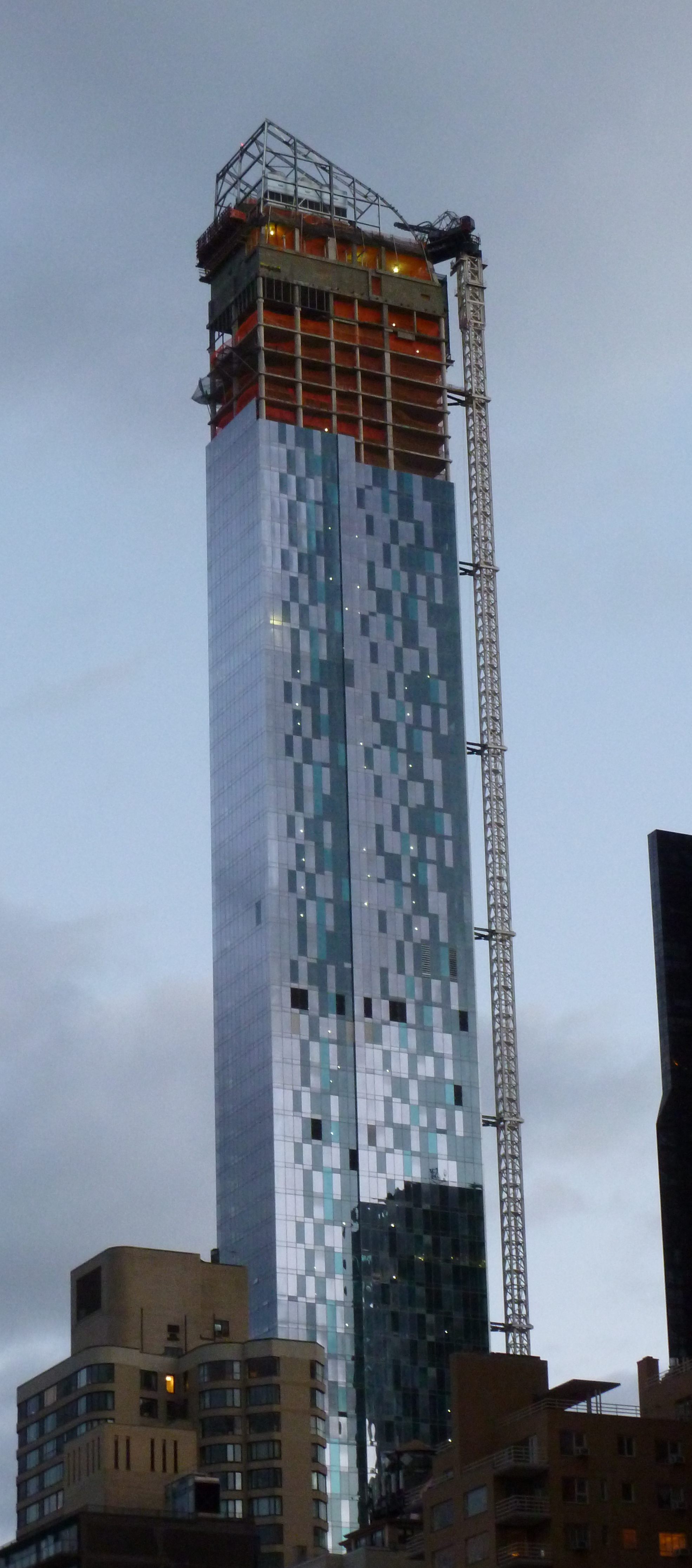
L'edificio in costruzione a dicembre 2012

Il Presidente e fondatore dell'Extell Development Company, Gary Barnett, ha speso 15 anni assemblando la proprietà ed i diritti sullo spazio aereo sulla 57th Street. In principio, ha detto che avrebbe voluto costruire un edificio da circa 28,000 metri quadri, ma dei piani per delle viste sul parco presero forma quando l'assembramento si fece più grande ed il mercato iniziò a raggiungere nuovi livelli. I lavori per le fondamenta iniziarono a Gennaio 2010.
Nel Maggio 2012, è stato annunciato che un acquirente aveva accettato di pagare un prezzo record per New York di oltre $90 milioni per l'attico in duplex da oltre 1015 metri quadri sull'89º e 90º piano. Appena due mesi dopo, il Primo Ministro del Qatar, lo Sceicco Hamad bin Jassim bin Jaber Al Thani, ha rotto quel record accettando di comprare un attico per $100 milioni.
Dopo che gli uffici commerciali erano rimasti aperti per sei mesi, Extell ha annunciato che il One57 era al 50% venduto con $1 miliardo in transazioni.
Il 20 Giugno 2012, venne annunciato che la struttura per il piano più alto era stata completata. Poco dopo, è stato svelato che l'attico in duplex “Winter Garden” da oltre 1300 metri quadri, situato sui piani 75º e 76º, era stato impegnato per una cifra non dichiarata.
Nell'Ottobre 2012, l'imprenditore Michael Hirtenstein e lo sviluppatore del One57 Gary Barnett hanno avuto uno scontro pubblico riguardante un'unità immobiliare che Hirtenstein ha accettato di acquistare nell'edificio. Hirtenstein dichiarò che non avrebbe speso $16 milioni per un'unità senza vederla, e che la vista dall'unità che aveva acquistato era ostruita. Barnett è stato severo nel non permettere agli acquirenti di vedere gli appartamenti prima dell'acquisto, e poiché Hirtenstein ha pagato un muratore per mostrargli la sua unità, Barnett ha rimborsato i fondi di Hirtenstein e ha annullato il contratto.

### Collasso della gru

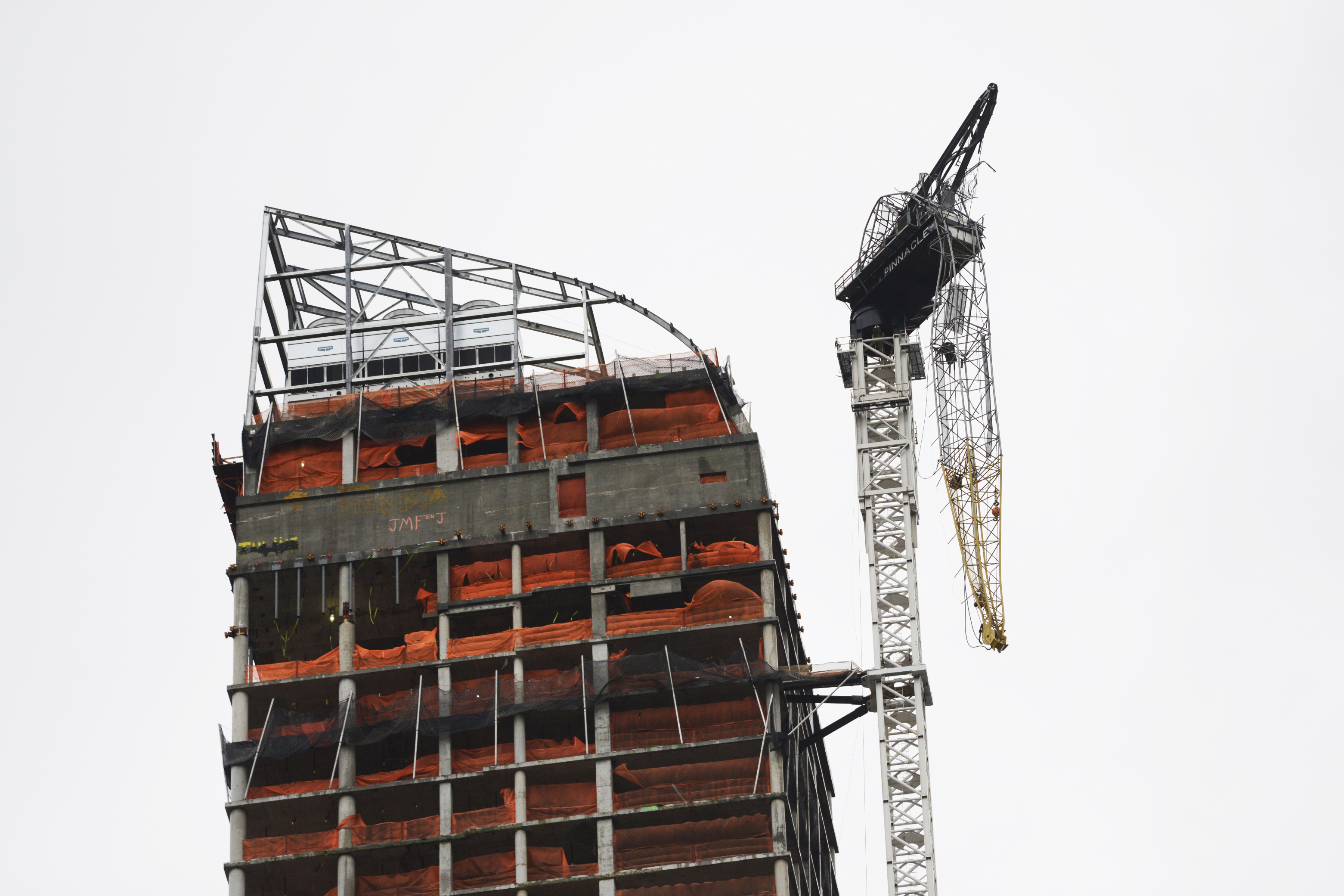
La gru pericolante in cima all'edificio il giorno dopo l'Uragano Sandy

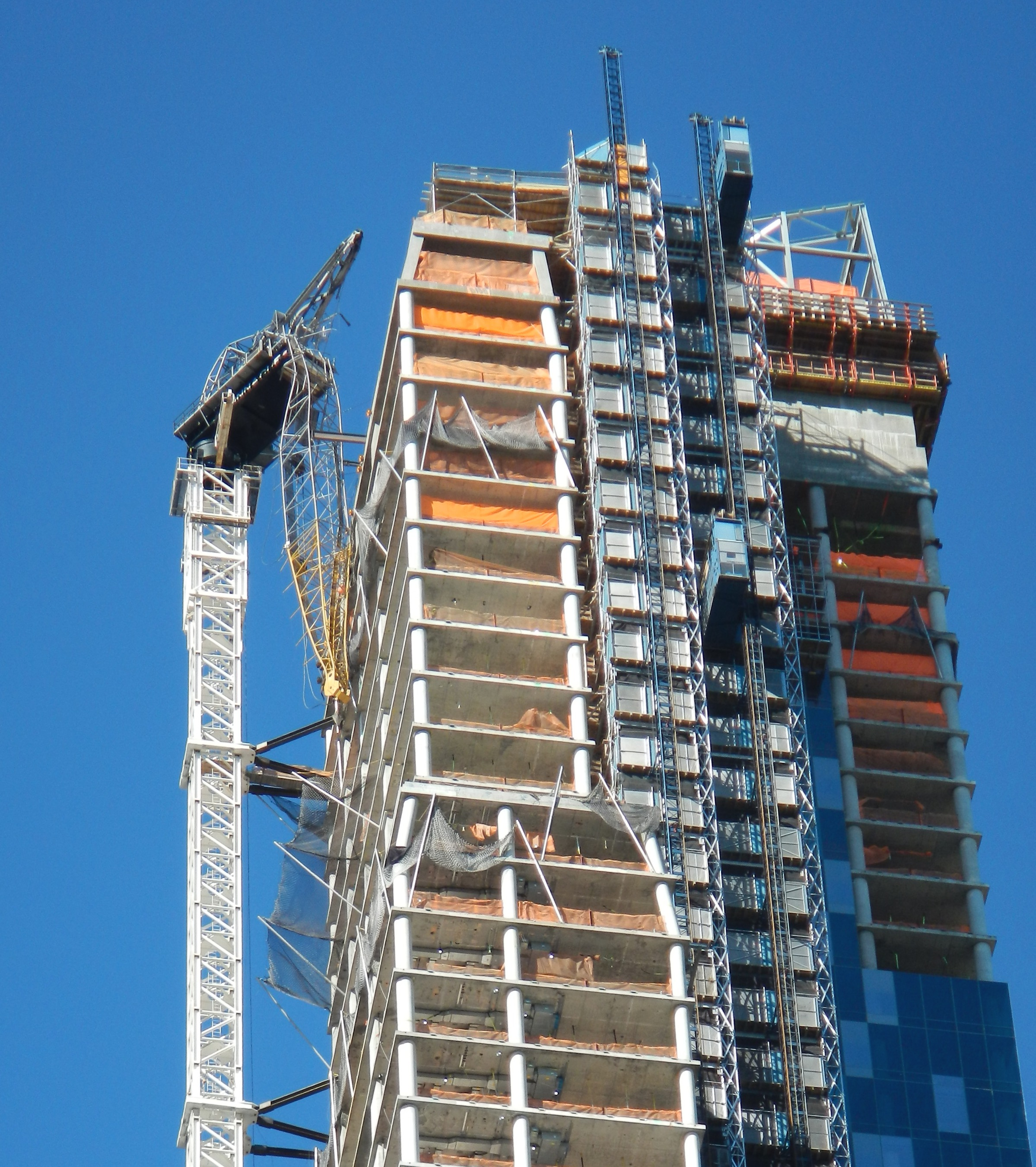
La gru messa in sicurezza

Il 29 Ottobre 2012, durante l'Uragano Sandy, la gru di costruzione dell'edificio collassò parzialmente, causando l'evacuazione di migliaia di residenti ed ospiti di hotel nel quartiere per sei giorni. Per il 5 Novembre la gru venne messa in sicurezza e venne riaperto il traffico nella zona.
In risposta al collasso della gru, un'azione legale collettiva venne presentata da un dentista nell'area circostante, lamentando il fatto che l'incidente li costrinse ad evacuare i propri uffici, con conseguente perdita di guadagno. Anche il New York City Department of Buildings dichiarò di aver ricevuto molteplici lamentele riguardo al cantiere. Tuttavia, la gru venne ispezionata una settimana più tardi e considerata in buono stato.
Nel Maggio 2013, Extell ha annunciato l'intenzione di montare una nuova gru tra il 10 e l'11 Maggio. I piani approvati dal New York City Department of Buildings prevedevano l'evacuazione obbligatoria della vicina Alwyn Court e del Briarcliff Apartment Building durante il processo. I residenti dell'edificio avrebbero ricevuto fino a $1,500. Il consiglio condominiale dell'Alwyn Court ha annunciato che avrebbe richiesto un ordine del tribunale contro l'evacuazione forzata, dicendo che il Department of Buildings sembrava essere "un braccio dello sviluppatore". La gru fu issata l'11 Maggio come previsto dopo che Extell e Alwyn firmarono un accordo segreto. Completate le sue attività, la gru sostitutiva è stata rimossa l'11 Novembre 2013.

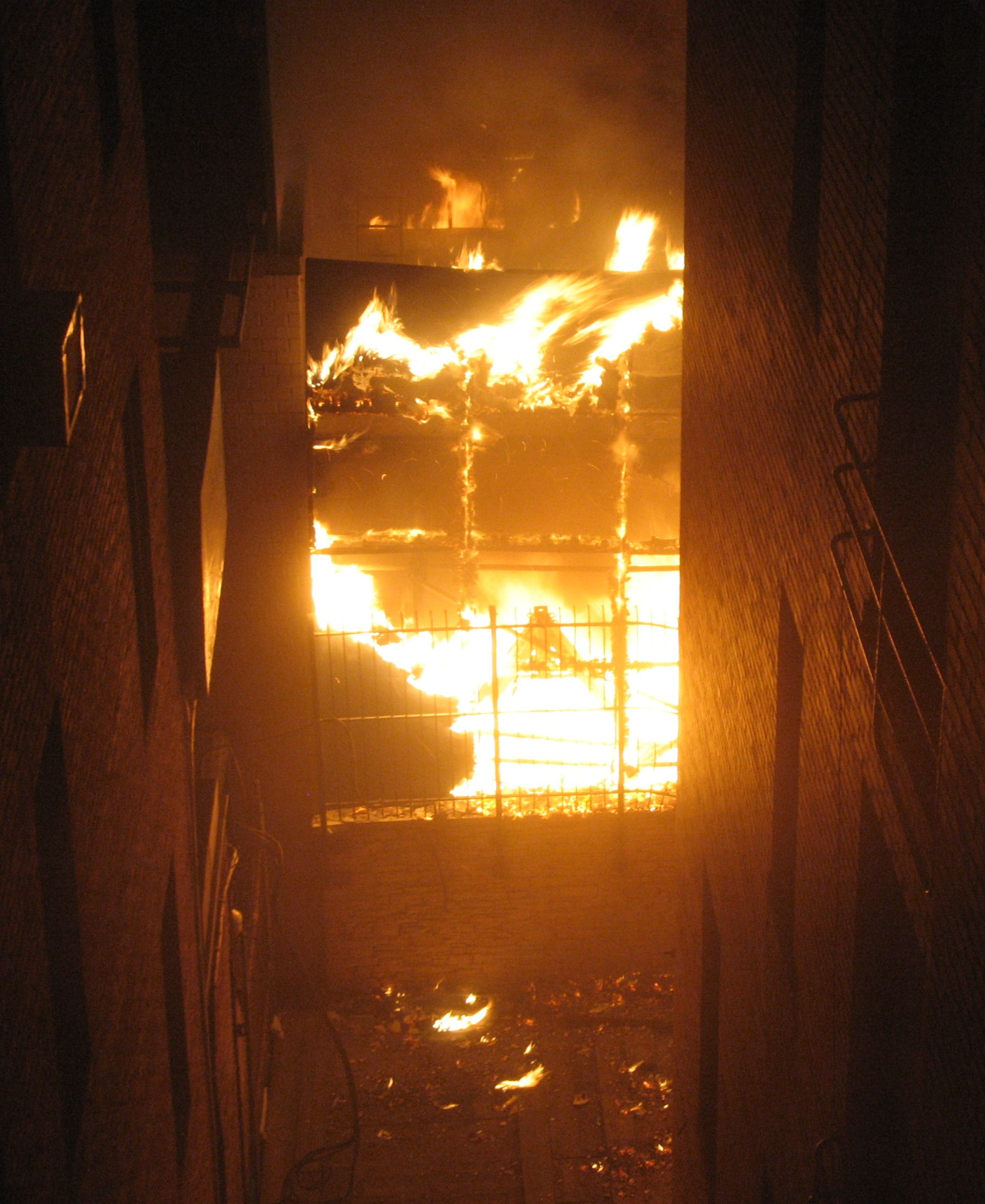
Incendio al One57, 15 Marzo 2014

#### Incendio
La sera del 15 Marzo 2014, un incendio è esploso nella banchina di carico del One57, diffondendosi nel cortile dietro l'edificio e poi nella proprietà adiacente al 152 West 58th Street, che ha dovuto essere evacuata. Né Extell né Lend Lease hanno mai offerto alcuna spiegazione dell'incendio, e il New York City Department of Buildings non ha emesso un ordine di parziale sospensione dei lavori in seguito all'incendio. La causa dell'incendio rimane un mistero.

## Architettura e design
La torre è stata progettata dall'architetto francese vincitore del Premio Pritzker Christian de Portzamparc. Gli interni sono del designer newyorkese Thomas Juul-Hansen.
L'uso misto di vetro scuro e chiaro sull'esterno dell'edificio crea delle strisce verticali, mentre al contempo manipola la luce solare e massimizza le viste. La torre è caratterizzata dalle sue coperture ondulate e dai numerosi arretramenti sulla 57th Street, la sua finestratura maculare, i tetti curvi, cavità ed accentuata verticalità. Il One57 è attualmente il più alto edificio di mezzo in un isolato in New York City, avendo sorpassato il 40 Wall Street, che manteneva il record fin dal suo completamento nel 1930.

## Ricezione
Il One57 è stato nominato "Peggior Edificio dell'Anno" nel 2014 su Curbed.com, le quali recensioni recitano, "Quasi tutti (o almeno la maggior parte dei critici di architettura) concordano che la sua facciata ondulata blu sia brutta. Justin Davidson del New York magazine l'ha chiamato "goffamente vistoso". James Russell, in passato da Bloomberg ... lamenta gli "ettari infiniti di vetro senza cornice dall'aspetto economico, con strisce da cartone animato e macchie di argento e di peltro". Michael Kimmelman del Times ha parole dure simili: "[L'edificio] si dipana come una cascata di goffe curve ... vistosamente [sic] impreziosita, rivestita in acri di vetro blu-ombretto compensati da un vaiolo di riquadri colorati, come le macchie dell'età."

## Galleria d'immagini

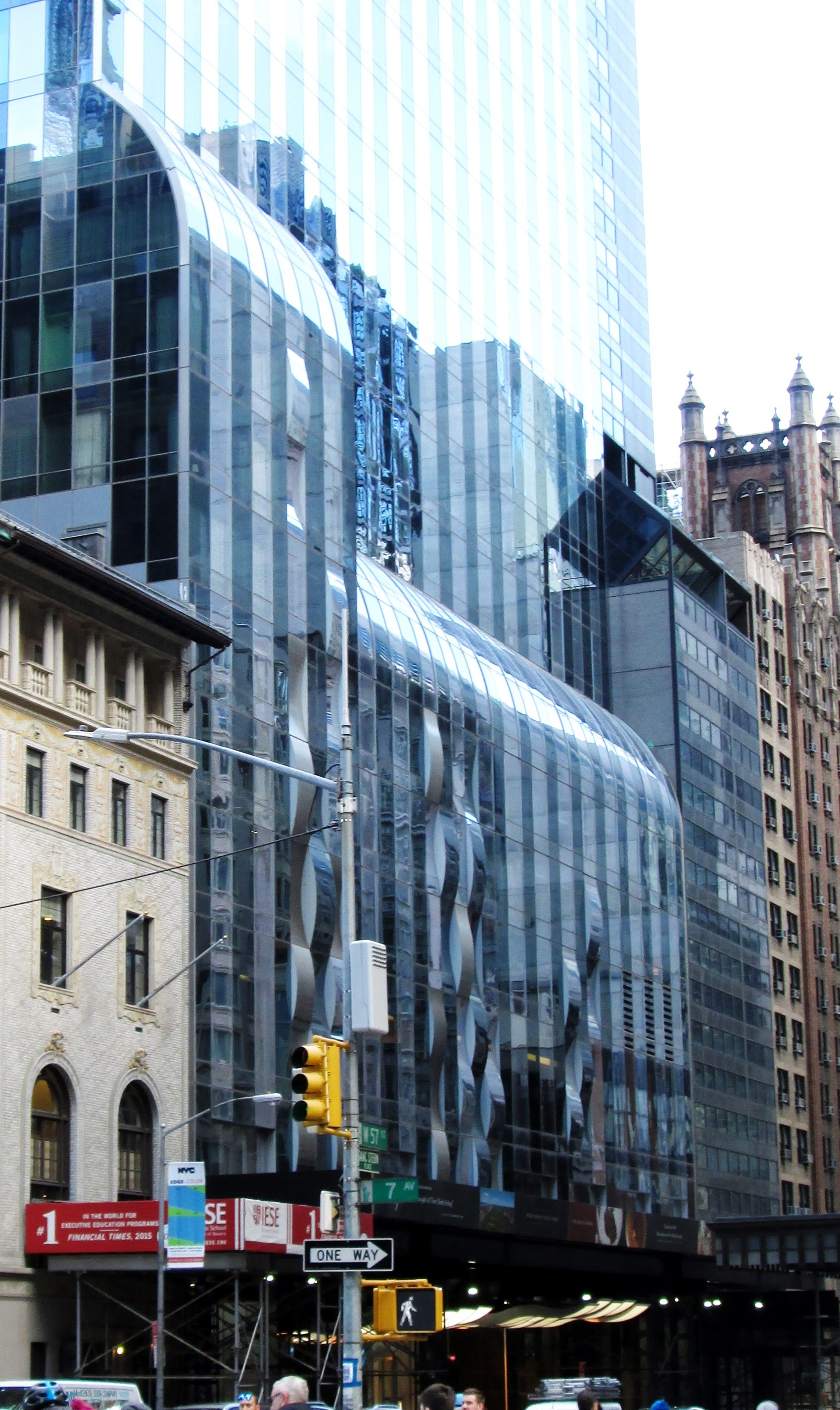
La base del One57 vista dalla Settima Avenue
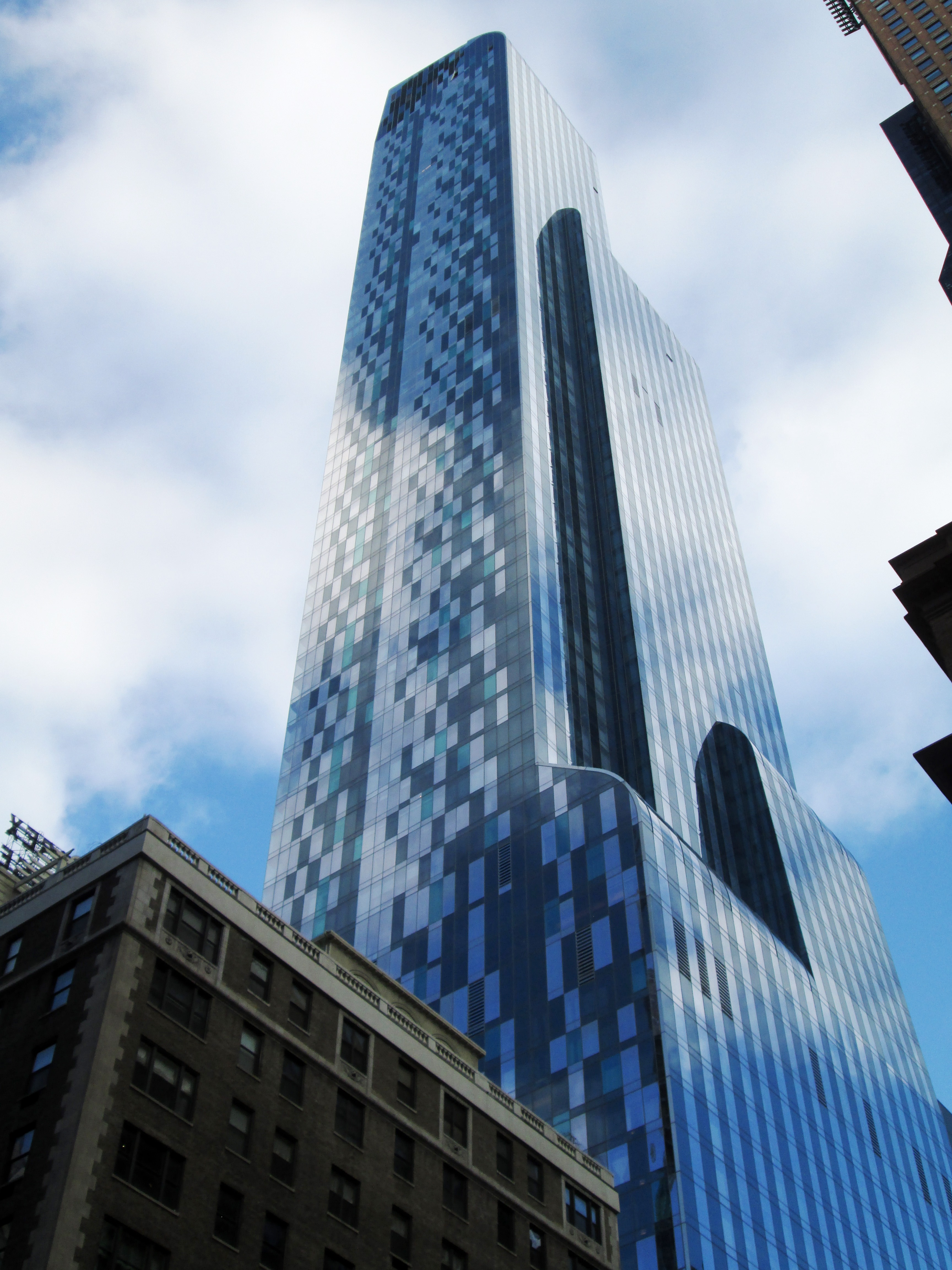
La torre dell'edificio vista dalla Settima Avenue
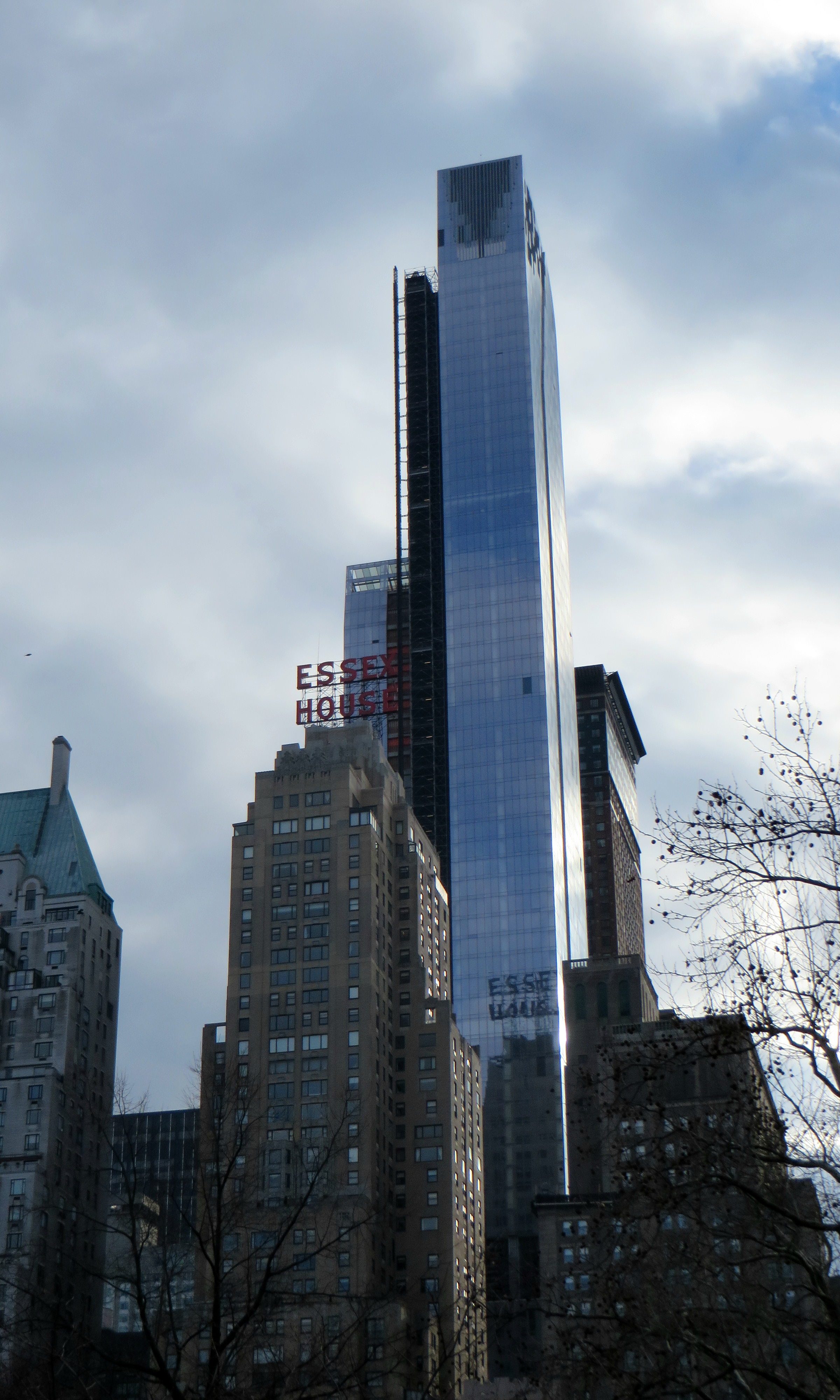
Il One57 visto da Central Park
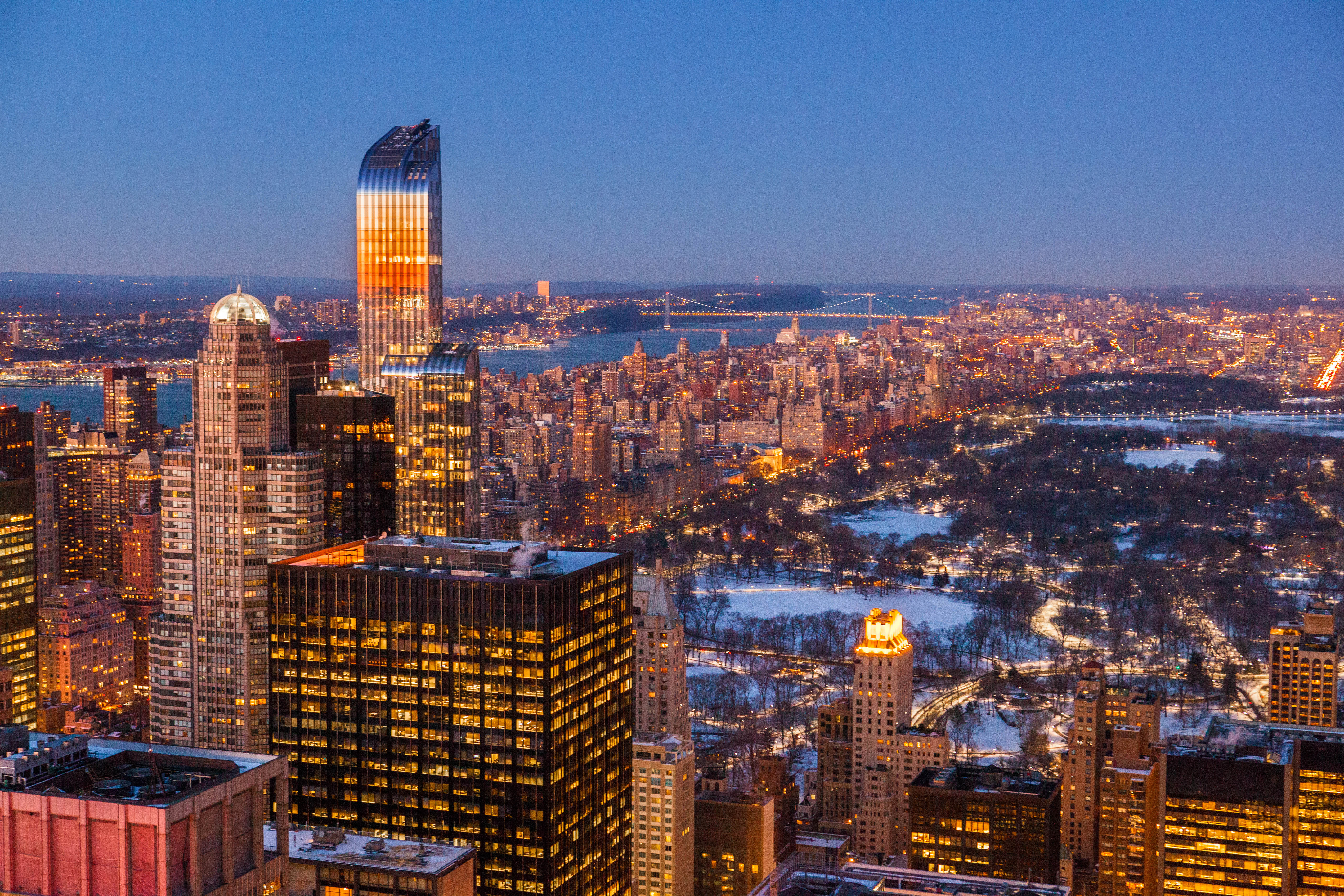
Il one57 al tramonto, Gennaio 2015